# لياندرو ماسياس
لياندرو ماسياس (13 فبراير 1990 في كوبا - ) هو لاعب كرة طائرة كوبا في مركز ممرر ‏.

## وصلات خارجية
- لياندرو ماسياس على موقع عالم الكرة الطائرة (الإنجليزية)
- لياندرو ماسياس على موقع دوري الدرجة الأولى الإيطالي للكرة الطائرة - رجال (الإيطالية)